# Schloss Roseck

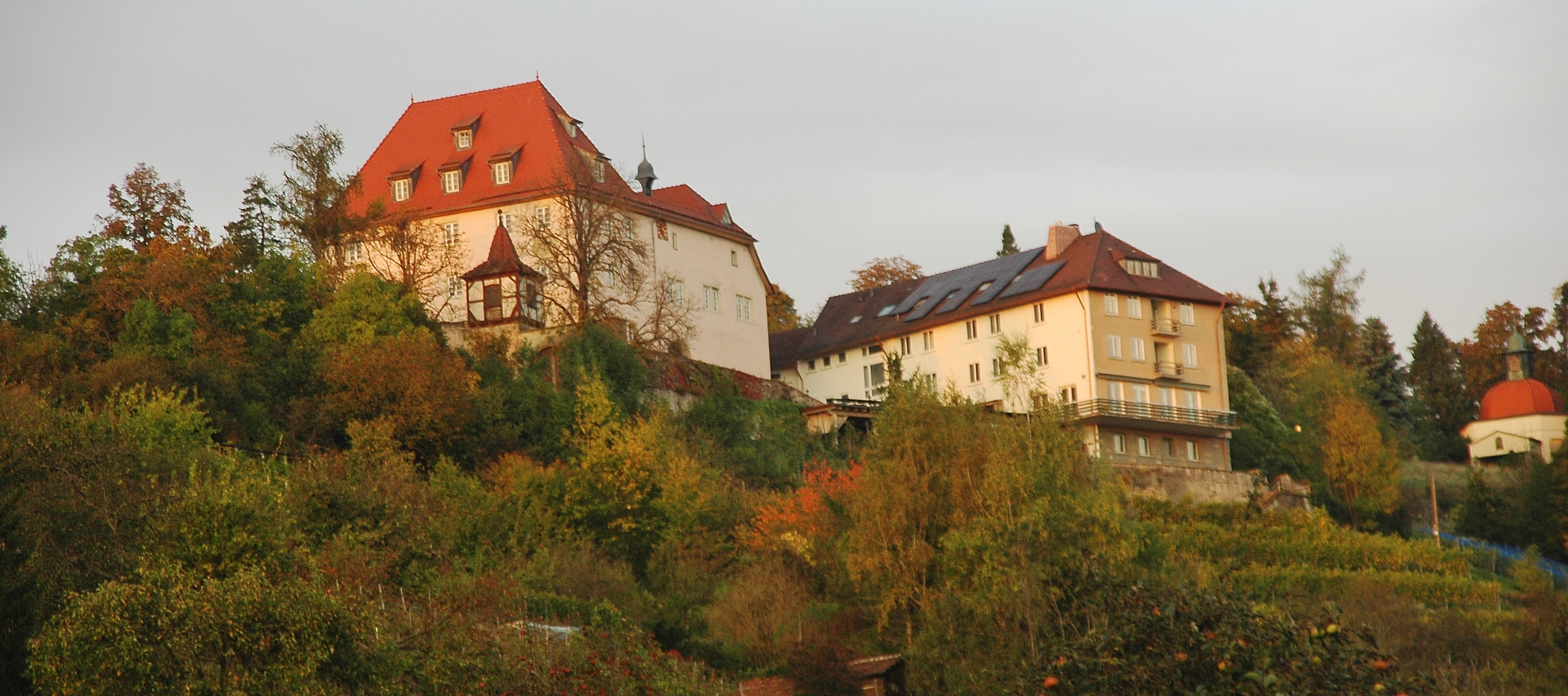
Schloss Roseck

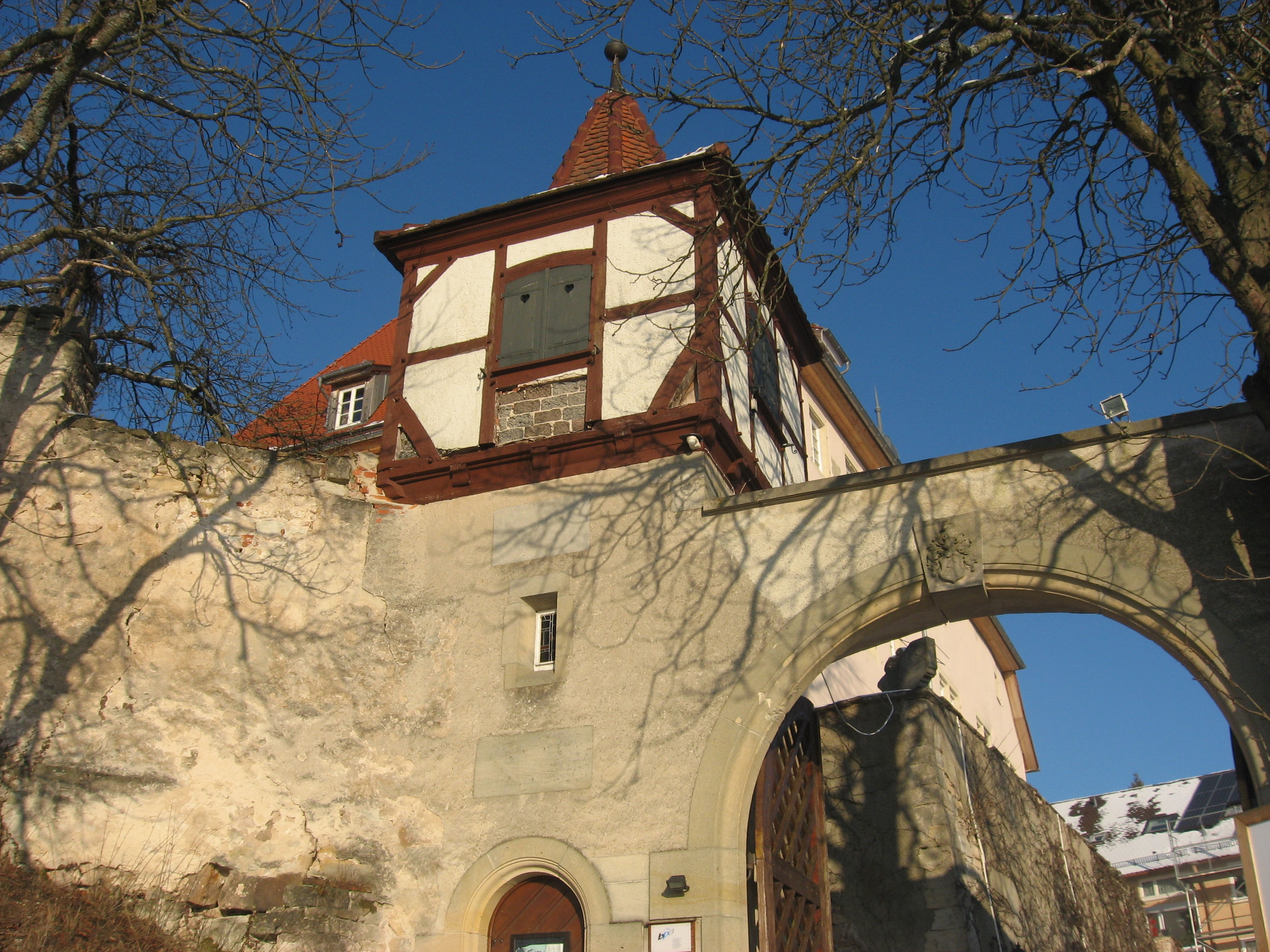
Schlosstor

Heinrich Guoth, Besitzer von Schloss Roseck 1898–1909 (um 1905)

Schloss Roseck ist eine Schlossanlage im Schönbuch oberhalb des Ammertales bei Unterjesingen.

## Geschichte
Die ehemalige Burg Roseck wurde ursprünglich wahrscheinlich von den Pfalzgrafen von Tübingen zur Zeit der Staufer (1138–1254) erbaut. Erstmals wird sie 1287 erwähnt. Gottfried I. († 1316), Graf von Böblingen und Pfalzgraf von Tübingen, einer der schwäbischen Grafen, deren Widerstand König Rudolf im Jahr 1287 brach, musste damals diesem König diese Festung (castrum Rosseccke) überantworten. Mitte des 14. Jahrhunderts gelangte es in den Besitz der Herren von Ow, schließlich des Burkhart von Hönstein, der die Burg 1408 an Hinz von Hailfingen verkaufte. Dieser verkaufte sie am 28. Oktober 1410 mit dem ganzen Dorf Jesingen (heute Unterjesingen) an das Kloster Bebenhausen.

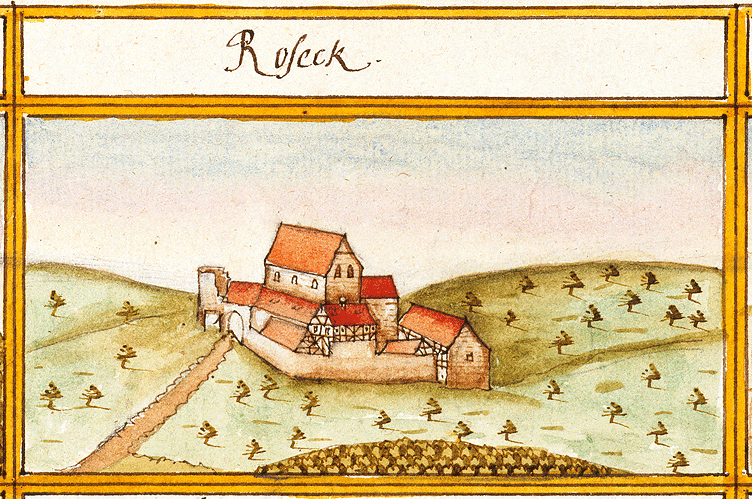
Schloss Roseck im württembergischen Forstlagerbuch, 1683

Bebenhausen richtete in der Anlage eine Klosterpflege, die niedere Gerichtsbarkeit und den Verwaltungssitz für die Dörfer des Ammertals ein. Bei Auflösung des Klosters 1535/1536 gelangte der Besitz an die Herzöge von Württemberg; die Klosterpflege kam zum württembergischen Klosteramt Bebenhausen in Lustnau und wurde anschließend dem Oberamt Herrenberg übertragen. 1807 wurde Roseck herrschaftliche Domäne. 1824 ging die Staatsdomäne an den Ökonomierat Karl Friedrich Sick aus Stuttgart. 1826 übernahm der Millionärssohn Rudolf Bernus aus Frankfurt das Gut. 1850 erbte sein Ziehsohn Leonhard Benz das Gut Roseck, er verkaufte es krankheitshalber 1861 an Constantin Riedlinger (* 19. Mai 1821) aus Rottenburg. 1891 ging es an Bankdirektor Alfred von Kaulla aus Stuttgart über.
Bewirtschaftet wurde der Hof schon unter Riedlinger von Verwalter Guoth, dessen Sohn Heinrich Guoth das Hofgut im Oktober 1898 kaufte. Der Diplom-Landwirt Guoth betrieb hauptsächlich Milch- und Obstwirtschaft und wurde 1900 als Landtagsabgeordneter der Deutschen Partei nach Stuttgart berufen. Nach dessen frühem Tod 1909 verkaufte seine Witwe das Schlossgut 1917 an den Seifenfabrikanten Franz Öchsle aus Plochingen.
1947 schenkte Franz Öchsle Schloss Roseck den Franziskanerinnen von Schramberg-Heiligenbronn (Kreis Rottweil), die in das Schloss einzogen. Sie bewirtschafteten das dazugehörende Gut und erbauten im Jahr 1958 ein Genesungsheim. 1989 verpachteten sie das Schloss an ein franziskanisches Lebenszentrum, das von den „Kleinen Dienern Jesu“ betrieben wurde. Nach nur 14 Monaten zogen diese wieder aus, weil gegen den Leiter ein Verfahren wegen Kindesmissbrauchs lief. Darauf wurde das Schloss zur Unterkunft für Asylbewerber.
Am 9. August 1991 wurde das historische Schloss durch einen Brand unbewohnbar gemacht. Ein Suchtkranker hatte den Brand im Vollrausch gelegt. Die Franziskanerinnen von Heiligenbronn ließen das Dach wieder decken, doch ausgebaut wurde das Schloss nicht mehr. Es blieb als leere Hülle stehen.
1993 wurde das Schloss wieder Privatbesitz; Oskar Eggenweiler aus Sulz am Neckar erwarb das hoch über dem Ammertal thronende Anwesen für 5,3 Millionen Deutsche Mark (2,71 Millionen Euro). Das Schloss selbst steht (Stand Januar 2007) seither nahezu leer; lediglich eine Wohnung ist vermietet. Im Altbau sollte nach Eggenweilers ursprünglichen Plänen eine Klinik für Schädel-Hirn-Erkrankte entstehen. Im Nebenbau, der 1959 noch von den Schwestern errichtet worden war, betrieb die Schloss Roseck Pflegegesellschaft ein Heim mit 21 Betten und zehn Wohnungen für betreutes Wohnen. Die Pflegegesellschaft, die von Eggenweilers Frau Susanne geleitet wurde, betreute darin Patienten, die von den Krankenhäusern nach Schlaganfällen, Schädelhirntraumata und anderen Gebrechen eingewiesen wurden. Auch MS-Kranke, Menschen mit schweren neurologischen Erkrankungen, mit Demenz oder Alzheimer wurden aufgenommen. Der Pachtvertrag zwischen Eggenweiler und der Pflegegesellschaft für das Altenheim hätte bis Ende 2019 laufen sollen.
2007 wurde das Anwesen mit sämtlichen Ländereien von Markus Eggenweiler erworben. Die Schloss Roseck GmbH war weiterhin Pächterin der Grundstücke und plante umfangreiche Modernisierungen und Erweiterungen. Am 16. März 2012 wurde bekannt, dass dem Pflegezentrum Schloss Roseck durch das Landratsamt Tübingen aufgrund verschiedener Verstöße die Betriebserlaubnis entzogen wurde. Im Januar 2014 wurde der Heimbetrieb eingestellt und das Schloss an einen privaten Käufer verkauft, der es anfänglich selbst bewohnen wollte. Seit Ende 2022 gehört die verfallsbedrohte Immobilie der COPRO Projektentwicklung in Berlin, die es zusammen mit dem Stuttgarter Architekturbüro Sindlinger + Vogt behutsam sanieren möchte. Im Absprache mit der Tübinger Gemeinde und dem Denkmalamt erarbeitet der Architekt Stefan Sindlinger für COPRO ein Sanierungs- und Nutzungskonzept Schloss Roseck.